# マジック・クリスチャン (映画)
『マジック・クリスチャン』（The Magic Christian）は、1969年制作のイギリス映画。テリー・サザーンの同名小説の映画化。

## キャスト
- ピーター・セラーズ：ガイ・グランド卿
- リンゴ・スター：グランド卿の養子
- ラクエル・ウェルチ：奴隷の女王
- ユル・ブリンナー：バーのオカマ
- リチャード・アッテンボロー
- クリストファー・リー：吸血鬼
- ロマン・ポランスキー：酔っ払い
- ジョン・クリーズ：ダグデール
- ローレンス・ハーヴェイ：ハムレット

## あらすじ
ガイ・グランド卿（セラーズ）は金に糸目を付けない男であり、ホームレスの青年（リンゴ・スター）を養子に迎え、世の中の常識、概念をしっちゃかめちゃかにひっくり返そうと思いつき、あらゆる方法で好き放題にするが・・・・。